# هشتاد و هفتمین دوره جوایز اسکار
هشتاد و هفتمین جوایز اسکار مراسمی از جانب آکادمی علوم و هنرهای سینمایی (AMPAS) است که در آن جوایز اسکار به بهترین‌های صنعت سینما در ایالات متحده در سال ۲۰۱۴ اهدا می‌شود. این مراسم در تاریخ ۲۲ فوریه ۲۰۱۵ میلادی در سالن تئاتر دالبی هالیوود، لس‌آنجلس برگزار شد و توسط شبکه ای‌بی‌سی در آمریکا با تهیه‌کنندگی نیل مرون و کریگ زادان و با کارگردانی همیش همیلتون پخش شد. نیل پاتریک هریس برای اولین بار مجری این مراسم بود.
هتل بزرگ بوداپست و بردمن یا (فضیلت غیرمنتظرهٔ جهل) هر کدام با چهار جایزه، بیشترین تعداد جوایز را کسب کردند. بردمن جوایز بهترین فیلم، بهترین کارگردانی، بهترین فیلم‌نامهٔ غیراقتباسی و بهترین فیلمبرداری را ازآن خود کرد، در حالی که هتل بزرگ بوداپست جایزه بهترین موسیقی، بهترین گریم، بهترین طراحی صحنه و بهترین طراحی لباس را گرفت. ویپلش سه جایزه برد، از جمله جایزه بهترین بازیگر نقش مکمل مرد برای جی کی سیمونس.

## برندگان و نامزدها
نامزدهای هشتاد و هفتمین دوره جوایز اسکار در روز ۱۵ ژانویه ۲۰۱۵، توسط جی. جی. آبرامز، آلفونسو کوارون و کریس پاین در سالن سینمای ساموئل گلدوین اعلام شد. بردمن یا (فضیلت غیرمنتظره جهل) و هتل بزرگ بوداپست با ۹ نامزدی، دارای بیشترین نامزدی شدند.
برندگان در مراسمی در ۲۲ فوریه ۲۰۱۴ معرفی شدند. تمامی فیلم‌های نامزد جایزه بهترین فیلم، حداقل برندهٔ یک جایزهٔ دیگر شدند، که اتفاق اولین بار بعد از سال ۲۰۰۹ که تعداد نامزدهای بهترین فیلم دوبرابر شد، افتاد. آلخاندرو گونزالز اینیاریتو دومین مکزیکی شد که بعد از آلفونسو کوارون به صورت پیاپی، جایزه بهترین کارگردانی را می‌برد. امانوئل لوبزکی برای دومین سال پیاپی جایزه بهترین فیلمبرداری را برد، او سال قبل برای فیلم جاذبه برندهٔ این جایزه شده بود. ایدا نخستین فیلم از لهستان بود که برنده جایزه بهترین فیلم خارجی‌زبان می‌شود، در حالی که این کشور از سال ۱۹۶۳ تاکنون ده بار نامزد دریافت این جایزه شده بود.

### جوایز
| بهترین فیلم | بهترین کارگردانی |
| --- | --- |

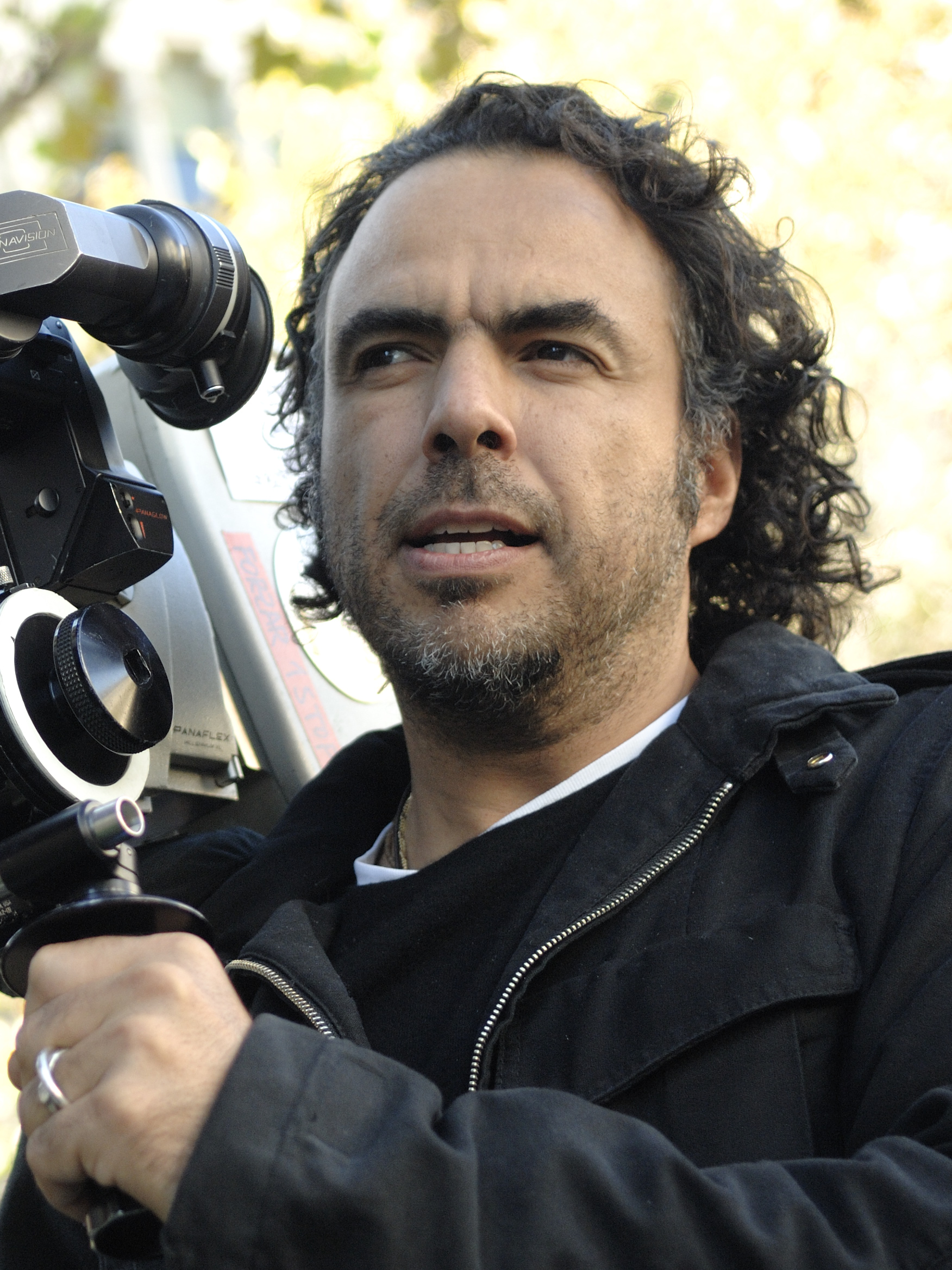
آلخاندرو گونزالز اینیاریتو برندهٔ جایزه بهترین فیلم، بهترین کارگردانی وبهترین فیلم‌نامهٔ غیر اقتباسی

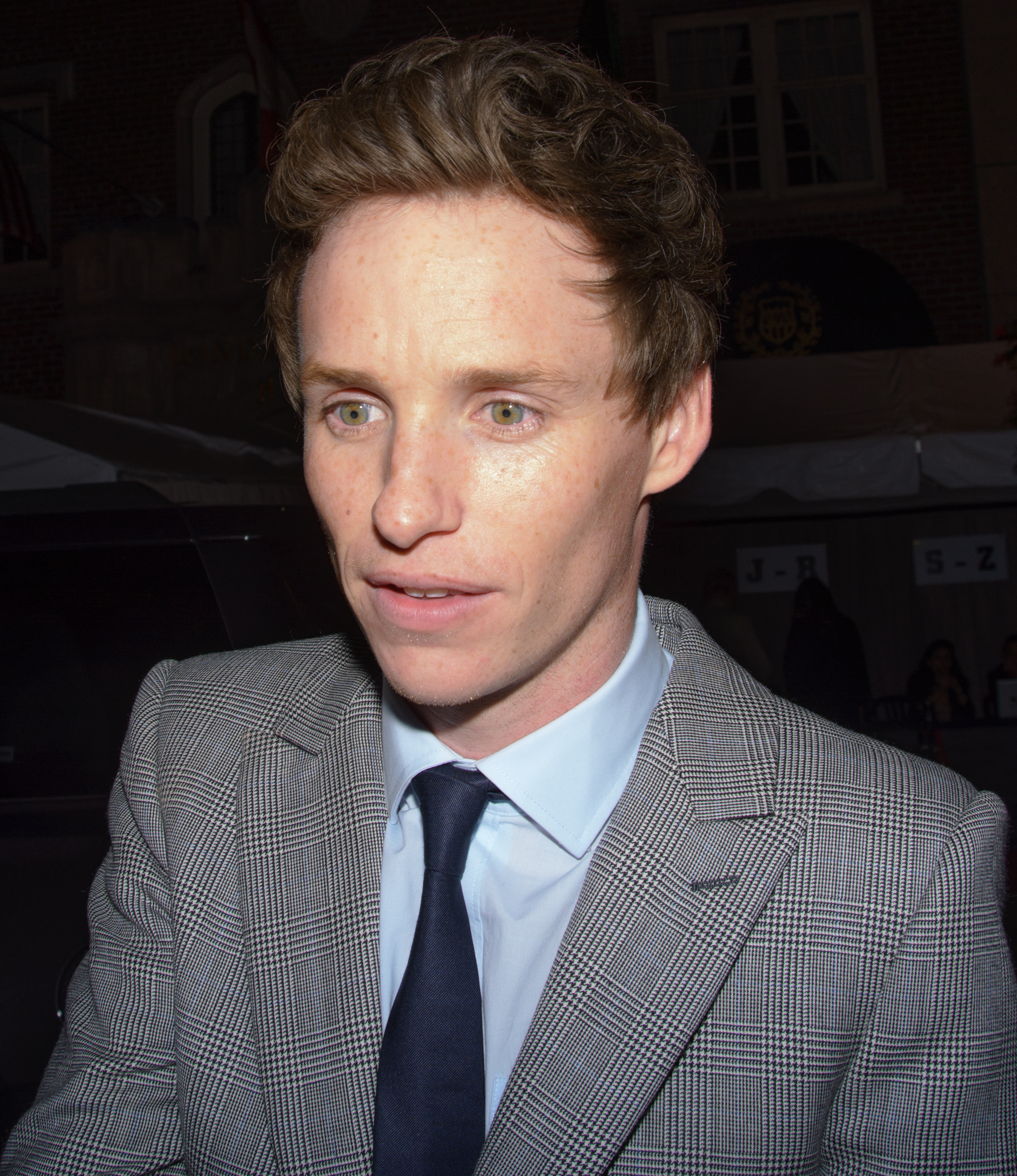
ادی ردمین برندهٔ جایزه بهترین بازیگر نقش اول مرد

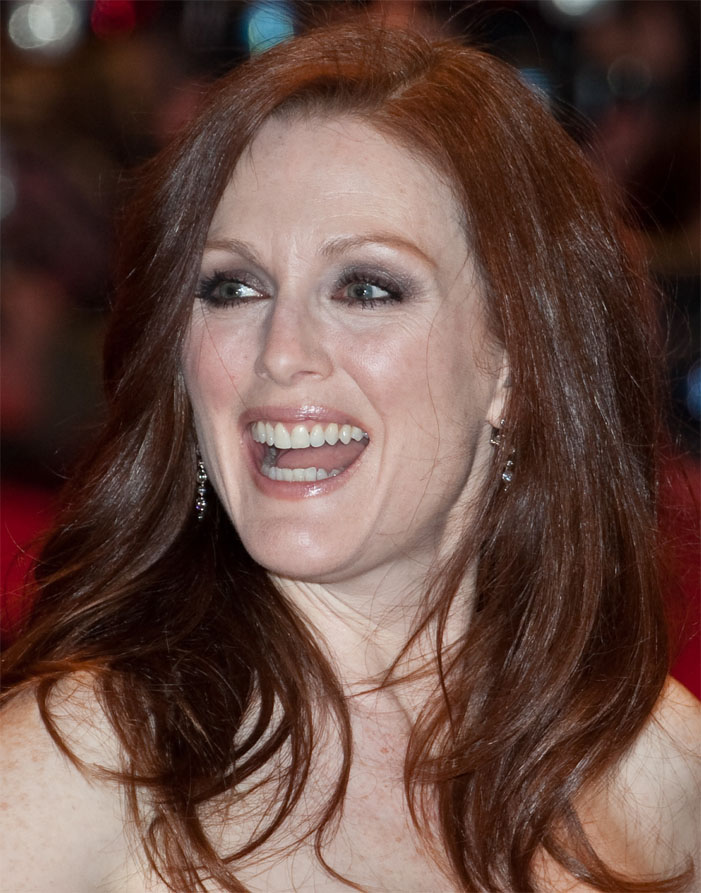
جولیان مور برندهٔ جایزه بهترین بازیگر نقش اول زن

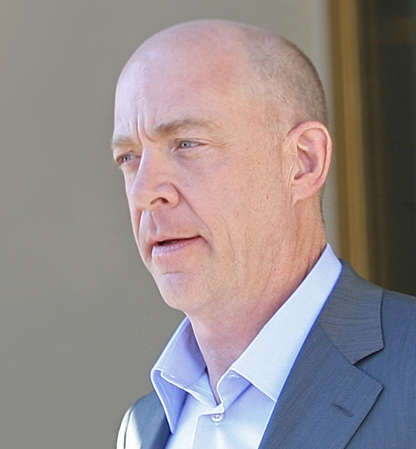
جی. کی. سیمنز برندهٔ جایزه بهترین بازیگر نقش مکمل مرد

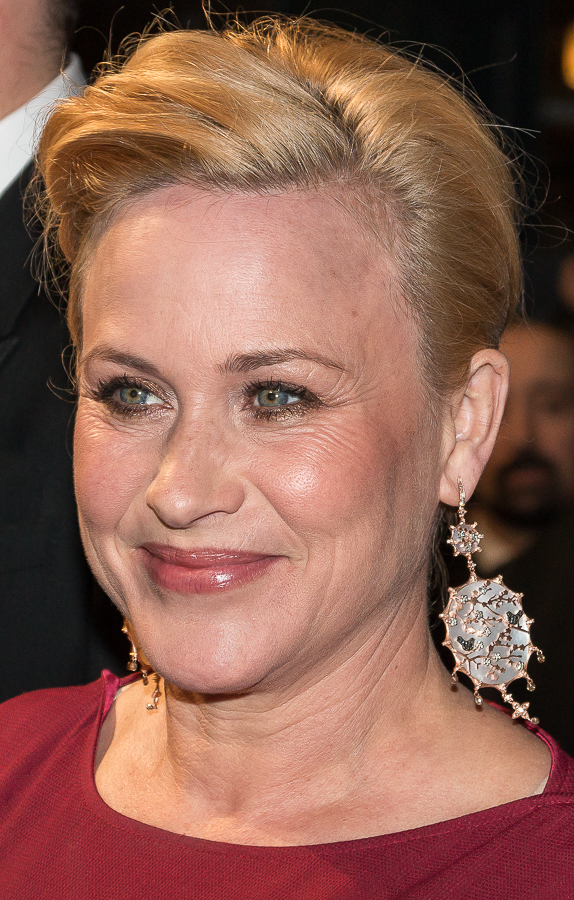
پاتریشیا آرکت برندهٔ جایزه بهترین بازیگر نقش مکمل زن

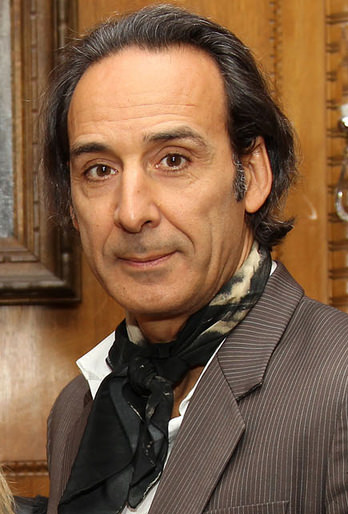
الکساندر دسپلات برندهٔ جایزه بهترین موسیقی فیلم

| - بردمن – آلخاندرو گونزالز اینیاریتو، جان لشر و جیمز اسکاچدپول - تک‌تیرانداز آمریکایی – کلینت ایستوود، رابرت لورنتس، اندرو لازار، بردلی کوپر و پیتر مورگان - پسرانگی – ریچارد لینکلیتر و کتلین ساترلند - هتل بزرگ بوداپست – وس اندرسن، جرمی داوسون، استیون ام. رال و اسکات رودین - بازی تقلید – نورا گراسمن، ایدو اوستروسکی و تدی شوارزمن - سلما – دده گاردنر، جرمی کلاینر، کریستین کولسون و اپرا وینفری - نظریه همه‌چیز – تیم بیوان، اریک فلنر، لیزا بروس و آنتونی مک‌کارتن - ویپلش – جیسون بلوم، هلن استابروک و دیوید لنکستر | - آلخاندرو گونزالز اینیاریتو – بردمن - وس اندرسن – هتل بزرگ بوداپست - ریچارد لینکلیتر – پسرانگی - بنت میلر – فاکس‌کچر - مورتن تیلدام – بازی تقلید |
| بهترین بازیگر نقش اول مرد | بهترین بازیگر نقش اول زن |
| - ادی ردمین – نظریه همه‌چیز در نقش استیون هاوکینگ - استیو کارل – فاکس‌کچر در نقش جان دو پونت - بردلی کوپر – تک‌تیرانداز آمریکایی در نقش کریس کایل - بندیکت کامبربچ – بازی تقلید در نقش آلن تورینگ - مایکل کیتون – بردمن در نقش ریگان تامسون | - جولیان مور – هنوز آلیس در نقش آلیس هولند - ماریون کوتیار – دو روز، یک شب در نقش ساندرا بیا - فلیسیتی جونز – نظریه همه‌چیز در نقش جین هاوکینگ - رزاماند پایک – دختر گم‌شده در نقش امی الیوت-دون - ریس ویترسپون – وحشی در نقش چریل استرید |
| بهترین بازیگر نقش مکمل مرد | بهترین بازیگر نقش مکمل زن |
| - جی. کی. سیمنز – ویپلش در نقش ترنس فلچر - رابرت دووال – قاضی در نقش جوزف پالمر - ایتن هاک – پسرانگی در نقش میسون ایوانز - ادوارد نورتون – بردمن در نقش مایکل شینر - مارک رافالو – فاکس‌کچر در نقش دیو شولتز | - پاتریشیا آرکت – پسرانگی در نقش اولیویا ایوانز - لورا درن – وحشی در نقش بابی گری - کیرا نایتلی – بازی تقلید در نقش جوآن کلارک - اما استون – بردمن در نقش سامانتا تامسون - مریل استریپ – به سوی جنگل در نقش جادوگر |
| بهترین فیلم‌نامه غیراقتباسی | بهترین فیلم‌نامه اقتباسی |
| - بردمن – آلخاندرو گونزالز اینیاریتو، نیکلاس جیاکوبون، الکساندر دینلاریس، آرماندو بو - پسرانگی – ریچارد لینکلیتر - فاکس‌کچر – ای.مکس فرای و دن فوترمن - هتل بزرگ بوداپست – وس اندرسن و هوگو گینس - شبگرد – دن گیلروی | - بازی تقلید – گراهام مور از آلن تورینگ: معما برای اندرو هاجز - تک‌تیرانداز آمریکایی – جیسون هال از تک‌تیرانداز آمریکایی از کریس کایل، اسکات مک‌ایون و جیم دیفالس - خباثت ذاتی – پل توماس آندرسن از خباثت ذاتی برای توماس پینچن - نظریه همه‌چیز – آنتونی مک کارتن از سفر به بی‌نهایت: زندگی من با استیون توسط جین وایلد هاوکینگ - ویپلش – دیمین چزل از فیلم کوتاه به همین نام               |
| بهترین فیلم‌های پویانمایی | بهترین فیلم زبان خارجی |
| - شش قهرمان بزرگ – دان هال، کریس ویلیامز و روی کونلی - عروسک‌های جعبه‌ای – انتونی استکی، گراهام آنابل و تراویس نایت - چگونه اژدهای خود را تربیت کنید ۲ – دبن دبلویز و بونی آرنولد - ترانه دریا – تام مور و پل یانگ - افسانه شاهدخت کاگویا – ایسائو تاکاهاتا و یوشیاکی نیشیمورا | - ایدا از (لهستان) به زبان لهستانی – پاوو پاولیکوفسکی - لویاتان از (روسیه) به زبان روسی – آندری زویاگینتسف - نارنگی‌ها از (استونی) به زبان استونیایی – زازا اوروشادزه - تیمبوکتو از (موریتانی) به زبان فرانسوی – عبدالرحمن سیساکو - قصه‌های وحشی از (آرژانتین) به زبان اسپانیایی – دامیان زیفرون                                                                                         |
| بهترین فیلم بلند مستند | بهترین فیلم مستند کوتاه |
| - شهروند شماره چهار – لارا پویتراس، ماتیلده بانیفوی و دیرک ویلوتزکی - در جستجوی ویوین مایر – جان مالوف و چارلی سیسکل - آخرین روزهای حضور در ویتنام – روری کندی و کوین مک آلستر - نمک زمین – ویم وندرس، للیا وانیک سالگادو، دیودی روزیر، جلیا د آبرئو، فخریا فخری، اندره‌ا گمبتا کریستین پونل - ویرونگا – اورلاندو فون آینسایدل، جونا ناتاسگارا و جان درور | - خط بحران: کهنه کاران نشر یک – الن گوزنیرگ کنت و دانا پری - جوانا – آنتا کوپاس - نفرین ما – توماس سیلیوینسکیو و ماسیج سلسیکی - ماشین درو – گابریل سرا آرگوئلو - زمین سفید – جی. کریستین ینسن |
| جایزه اسکار بهترین فیلم کوتاه | جایزه اسکار بهترین پویانمایی کوتاه |
| - تماس تلفنی – جی. کریستین ینسن - آیا – اودد بینون و میهال برزیس - بوگالو و گراهام – انتا کوپاش - لامپ کره‌ای – توماش سیلوینسکی و Maciej Ślesicki - پروانه – تلخون حمزوی و استفان ایشنبرگر | - ضیافت – پاتریک آزبورن و کریستینا رد - تصویر بزرگتر – دیزی جیکوبز و کریستوفر هس - سد بند – رابرت کوندو و دیک تسوتسومی - من و ملتون من – توریل کوو - یک زندگی منفرد – جوریس اوپرینس |
| بهترین موسیقی فیلم | بهترین ترانه |
| - هتل بزرگ بوداپست – الکساندر دسپلات - بازی تقلید – الکساندر دسپلات - بین ستاره‌ای – هانس زیمر - آقای ترنر – گری یرشون - نظریه همه‌چیز – یوهان یوهانسون | - "افتخار" از سلما – جان لجند و کامن - "همه چیز عالیه" از فیلم لگو – شاون پترسون - "شکرگزار" از آنسوی روشنایی‌ها – دایان وارن - "من خانم تو نخواهم بود" از گلن کمپل: خودم خواهم بود – گلن کمبل و جولیان ریموند - "ستاره‌های گمشده" از شروع دوباره – گرگ الکساندر و دنیل بریسبویس |
| بهترین تدوین صدا | بهترین میکس صدا |
| - تک‌تیرانداز آمریکایی – آلن رابرت موری و باب اسمن - بردمن – مارتین هرناندز و آرون گلاساک - هابیت: نبرد پنج سپاه – برنت برگ و جیسون کانوواس - بین ستاره‌ای – ریچارد کینگ - ناگسستنی – بکی سالیوان و اندرو دی‌کریستیفارو | - ویپلش – کریگ من، بن ویلکینز و توماس کرلی - تک‌تیرانداز آمریکایی – جان ریتز، گرگ رادلوف و والت مارتین - بردمن – جان تیلور، فرانک ای. مونتانیو و توماس وارگا - بین ستاره‌ای – گری ای. ریتزیو، گرگ لندیکر و مارک وینگارتن - ناگسستنی – جان تیلور، گری ای. ریتزیو و دیوید لی |
| بهترین طراحی صحنه | بهترین فیلمبرداری |
| - هتل بزرگ بوداپست – آدام اشتوکهاوزن (طراحی تولید)؛ آنا پیناک (طراح دکور) - بازی تقلید – ماریا یورکویچ (طراحی تولید)؛ تاتیانا مک دونالد (طراح دکور) - بین ستاره‌ای – ناتان کراولی (طراحی تولید)؛ گری فتیس (طراح دکور) - به سوی جنگل – دنیس گسنر (طراحی تولید)؛ آنا پیناک (طراح دکور) - آقای ترنر – سوزی دیویس (طراحی تولید)؛ شارلوت واتس (طراح دکور) | - بردمن – امانوئل لوبزکی - هتل بزرگ بوداپست – رابرت یئومان - ایدا – لوکاس زال و ریزارد لینزوسکی - آقای ترنر – دیک پاپ - ناگسستنی – راجر دیکینس |
| بهترین گریم | بهترین طراحی لباس |
| - هتل بزرگ بوداپست – فرانسس هنن و مارک کولیر - فاکس‌کچر – بیل کورسو و دنیس لیدیارد - نگهبانان کهکشان – الیزابت ییانی-جورجیو و دیوید وایت | - هتل بزرگ بوداپست – میلنا کانونرو - خباثت ذاتی – مارک بریجز - به سوی جنگل – کالین اتوود - مالیفیسنت – آنا بی. شپرد و جین کلایو - آقای ترنر – جکلین دورن |
| بهترین تدوین فیلم | بهترین جلوه‌های ویژه |
| - ویپلش – تام کراس - تک تیرانداز آمریکایی – جوئل کاکس و گری دی. روچ - پسرانگی – ساندرا ایدیر - هتل بزرگ بوداپست – بارنی پیلینگ - بازی تقلید – ویلیام گلدنبرگ | - بین ستاره‌ای – پل فرانکلین، اندرو لاکلی، یان هانتر و اسکات فیشر - کاپیتان آمریکا: سرباز زمستان – دن دی‌لو، راسل ارل، برایان گیل و دن سادیک - طلوع در سیاره میمون‌ها – جو لتری، دن لمون، دانیل برت و اریک وینکویست - نگهبانان کهکشان – استفان سراتی، نیکولا ایتادی، جاناتان فاوکنر و پل کورباولد - مردان ایکس: روزهای گذشته آینده – ریچارد استمرز، لو پکورا، تیم کروسبی و کمرون والدباور |

### جوایز افتخاری
- ژان-کلود کریر
- هایائو میازاکی
- مورین اوهارا

### جایزه جین هرشالت
- هری بلافونته

### فیلم‌ها با چند نامزدی و برندگی
| تعداد نامزدی | فیلم                |
| ------------ | ------------------- |
| ۹            | بردمن               |
| ۹            | هتل بزرگ بوداپست    |
| ۸            | بازی تقلید          |
| ۶            | تک‌تیرانداز آمریکایی |
| ۶            | پسرانگی             |
| ۵            | شکارچی روباه        |
| ۵            | بین ستاره‌ای         |
| ۵            | نظریه همه‌چیز        |
| ۵            | ویپلش               |
| ۴            | آقای ترنر           |
| ۳            | به سوی جنگل         |
| ۳            | ناگسستنی            |
| ۲            | نگهبانان کهکشان     |
| ۲            | ایدا                |
| ۲            | خباثت ذاتی          |
| ۲            | سلما                |
| ۲            | وحشی                |

| تعداد جایزه | فیلم             |
| ----------- | ---------------- |
| ۴           | بردمن            |
| ۴           | هتل بزرگ بوداپست |
| ۳           | ویپلش            |